# Даш Анташ
«Даш Анташ» (порт. Estádio das Antas, официально — «Стадион футбольного клуба «Порту» (порт. Estádio do Futebol Clube do Porto) — третий (и самым длительным по использованию) стадион португальского футбольного клуба «Порту», использовавшийся им с 1952 по 2004 годы, заменив предыдущий «Кампу да Конституисан» (порт. Campo da Constituição), находящийся в 1,6 километра западнее. Позже ему на смену пришёл новый стадион «Драган» (порт. Estádio do Dragão), находящийся в квартале юго-восточнее.
Кроме стадиона, в комплекс входили также крытая арена и три площадки для тренировок. Офисы клуба были разделены между внутренней частью стадиона и бизнес-центром Torre das Antas, построенным перед стадионом в течение 90-х годов. «Даш Анташ» был снесён в 2004 году.

## Трибуны
Стадион был разделён на шесть разных зон. Лучшие места были расположены в Poente и Maratona, а самые доступные с финансовой точки зрения в Superior Norte, Superior Sul и Arquibancada. Между Norte и Poente были места для домашних болельщиков. Каждая трибуна была разделена на несколько секторов. У Poente было четыре сектора, у Maratona и Arquibancada — по пять, а у обоих Superiores (верхние ярусы) — по девять, два сектора в Norte были зарезервированы для гостевых болельщиков. На матчах в основном была низкая явка гостевых болельщиков, в отличие от ожидаемой, поэтому их сектор часто сокращался вдвое. После увеличения вместимости в 1986 году, были построены новые террасы на трибуне Superior.

## История

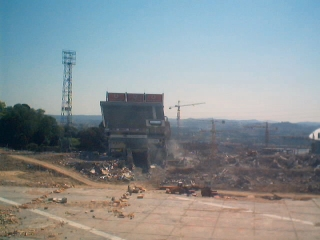
Стадион во время сноса (Трибуна Arquibancada, которая была снесена последней)

- 28 мая 1952 года — открыт в присутствии президента Португалии генерала Франсишку Кравейру-Лопеша.
- 1 сентября 1962 года — установлены прожекторы.
- 1973 год — закончена универсальная арена.
- 30 апреля 1976 года — строительство трибуны Maratona напротив главной трибуны, и начало строительства Arquibancada.
- 16 декабря 1986 года — вместимость увеличилась до 95 000 мест, убрана легкоатлетическая дорожка.
- Лето 1997 года — стадион стал состоять полностью из сидячих мест (вместимость уменьшена до 48 977 зрителей).
- 24 января 2004 года — последняя игра. Хотя новый стадион «Драган» открылся в ноябре 2003 года, пересадка дёрна на нём привела к тому, что некоторые игры ещё проводились на «Даш Анташ».
- Март 2004 года — начался снос.

## Сборная Португалии
Сборная Португалии впервые сыграла на стадионе в 1952 году, а последнюю игру провела в 2003 году.
| №   | Дата             | Счёт | Соперник          | Турнир                      |
| --- | ---------------- | ---- | ----------------- | --------------------------- |
| 1.  | 23 ноября 1952   | 1:1  | Австрия           | Товарищеский матч           |
| 2.  | 22 мая 1955      | 3:1  | Англия            | Товарищеский матч           |
| 3.  | 28 июня 1959     | 3:2  | ГДР               | ЧЕ-1960 (отборочный турнир) |
| 4.  | 15 ноября 1964   | 2:1  | Испания           | Товарищеский матч           |
| 5.  | 24 июня 1965     | 0:0  | Бразилия          | Товарищеский матч           |
| 6.  | 31 октября 1965  | 0:0  | Чехословакия      | ЧМ-1966 (отборочный турнир  |
| 7.  | 3 июля 1966      | 1:0  | Румыния           | Товарищеский матч           |
| 8.  | 12 ноября 1967   | 2:1  | Норвегия          | ЧЕ-1968 (отборочный турнир) |
| 9.  | 4 мая 1969       | 2:2  | Греция            | ЧМ-1970 (отборочный турнир) |
| 10. | 12 мая 1971      | 5:0  | Дания             | ЧЕ-1972 (отборочный турнир) |
| 11. | 12 ноября 1975   | 1:1  | Чехословакия      | ЧЕ-1976 (отборочный турнир) |
| 12. | 16 октября 1976  | 0:2  | Польша            | ЧМ-1978 (отборочный турнир) |
| 13. | 15 апреля 1981   | 1:1  | Болгария          | Товарищеский матч           |
| 14. | 20 июня 1981     | 2:0  | Испания           | Товарищеский матч           |
| 15. | 14 октября 1984  | 2:1  | Чехословакия      | ЧМ-1986 (отборочный турнир) |
| 16. | 11 ноября 1987   | 0:0  | Швейцария         | ЧЕ-1988 (отборочный турнир) |
| 17. | 17 октября 1990  | 1:0  | Нидерланды        | ЧЕ-1992 (отборочный турнир) |
| 18. | 20 февраля 1991  | 5:0  | Мальта            | ЧЕ-1992 (отборочный турнир) |
| 19. | 4 сентября 1991  | 1:1  | Австрия           | Товарищеский матч           |
| 20. | 11 сентября 1991 | 1:0  | Финляндия         | ЧЕ-1992 (отборочный турнир) |
| 21. | 24 февраля 1993  | 1:3  | Италия            | ЧМ-1994 (отборочный турнир) |
| 22. | 13 октября 1993  | 1:0  | Швейцария         | ЧМ-1994 (отборочный турнир) |
| 23. | 3 июня 1995      | 3:2  | Латвия            | ЧЕ-1996 (отборочный турнир) |
| 24. | 3 сентября 1995  | 1:1  | Северная Ирландия | ЧЕ-1996 (отборочный турнир) |
| 25. | 21 февраля 1996  | 1:2  | Германия          | Товарищеский матч           |
| 26. | 9 ноября 1996    | 1:0  | Украина           | ЧМ-1998 (отборочный турнир) |
| 27. | 7 июня 1997      | 2:0  | Албания           | ЧМ-1998 (отборочный турнир) |
| 28. | 10 октября 1998  | 0:1  | Румыния           | ЧЕ-2000 (отборочный турнир) |
| 29. | 28 марта 2001    | 2:2  | Нидерланды        | ЧМ-2002 (отборочный турнир) |
| 30. | 29 марта 2003    | 2:1  | Бразилия          | Товарищеский матч           |